# Red De Madres Lesbianas En Mexico
La Red de Madres Lesbianas en México es una organización civil y una red de apoyo que agrupa a madres lesbianas, bisexuales, pansexuales, asexuales, personas trans y no binarias, y otras identidades que ejercen la crianza en México con el fin de crear un espacio de contención y crecimiento, así como educar y sensibilizar a la sociedad sobre la importancia de respetar y reconocer la diversidad familiar en el país.

## Antecedentes
Ana de Alejandro, fundó en 2012 la Red de Madres Lesbianas en México motivada por un caso de discriminación en el que una familia lesbomaternal perdió la custodia de sus hijos.
En sus inicios como un grupo en Facebook, que inició con aproximadamente 30 miembros y creció hasta incluir a cerca de 4,000 madres de diversas regiones de México, desde Tapachula hasta Tijuana. En dicho grupo la Red buscaba brindar acompañamiento a madres lesbianas, bisexuales, pansexuales, asexuales, personas trans y no binarias, y otras identidades sáficas en su proceso de crianza.
La red de Madres Lesbianas en México ha contribuido a la lucha por los derechos de les madres  y las parejas lesboparentales ya que si bien el matrimonio igualitario fue aprobado en la Ciudad de México en 2009 y comenzó a realizarse en 2010, fue en 2011 cuando las madres lesbianas pudieron empezar a registrar a sus hijos e hijas con el apellido de ambas no fue hasta 2013 que se logró una capacitación al Registro Civil para asegurar el reconocimiento de la filiación de los hijos de madres lesbianas.

## Casos
Un caso del activismo  es el de Ana Cecilia Orozco, representante de la Red en Jalisco. En 2016, tras el nacimiento de su hija, el Registro Civil número 12 de Tlaquepaque solo permitió que la menor fuera registrada con el apellido de la madre gestante. Después de cinco años de lucha y varios amparos, a principios de 2021, Ana Cecilia Orozco logró que el Juzgado Segundo de lo Familiar reconociera su comaternidad y ordenara expedir un acta de nacimiento con los apellidos de ambas madres, a pesar de la resistencia inicial de las autoridades del Registro Civil.
Otro caso en el que la Red brindó acompañamiento ocurrió el 25 de noviembre de 2022, cuando apoyaron a Julissa H.C. en Yucatán quien denunció que la Procuraduría de Protección de Niñas, Niños y Adolescentes (Prodennay) presuntamente le había retirado a su bebé recién nacida y a su hijo de seis años debido a su orientación sexual. La Red exigió la reintegración inmediata de los menores, una disculpa pública y la destitución de funcionarias involucradas en el caso, así como la sensibilización del personal del Hospital General Agustín O’Horán y de la Prodennay.  